# The Indelible Stain
Pour plus de détails, voir Fiche technique et Distribution.
The Indelible Stain est un film muet américain réalisé par Colin Campbell et sorti en 1912.

## Fiche technique
- Réalisation : Colin Campbell
- Scénario : Lanier Bartlett, Colin Campbell
- Production : William Nicholas Selig
- Date de sortie : États-Unis : 12 septembre 1912

## Distribution
- Tom Santschi : Padre Argos
- Frank Richardson
- Wheeler Oakman
- George Hernandez
- Al Ernest Garcia
- Bessie Eyton : Elsa
- Eugenie Besserer : Marla
- Lillian Hayward
- Anna Dodge